# Кербим, Роберт Ли
Ро́берт Ли Ке́рбим, (англ. Robert Lee 'Beamer' Curbeam Jr.; род. 5 марта 1962, Балтимор, Мэриленд) — астронавт НАСА. Совершил три космических полёта на шаттлах: STS-85 (1997, «Дискавери»), STS-98 (2001, «Атлантис») и STS-116 (2006, «Дискавери»), совершил семь выходов в открытый космос.

## Личные данные и образование

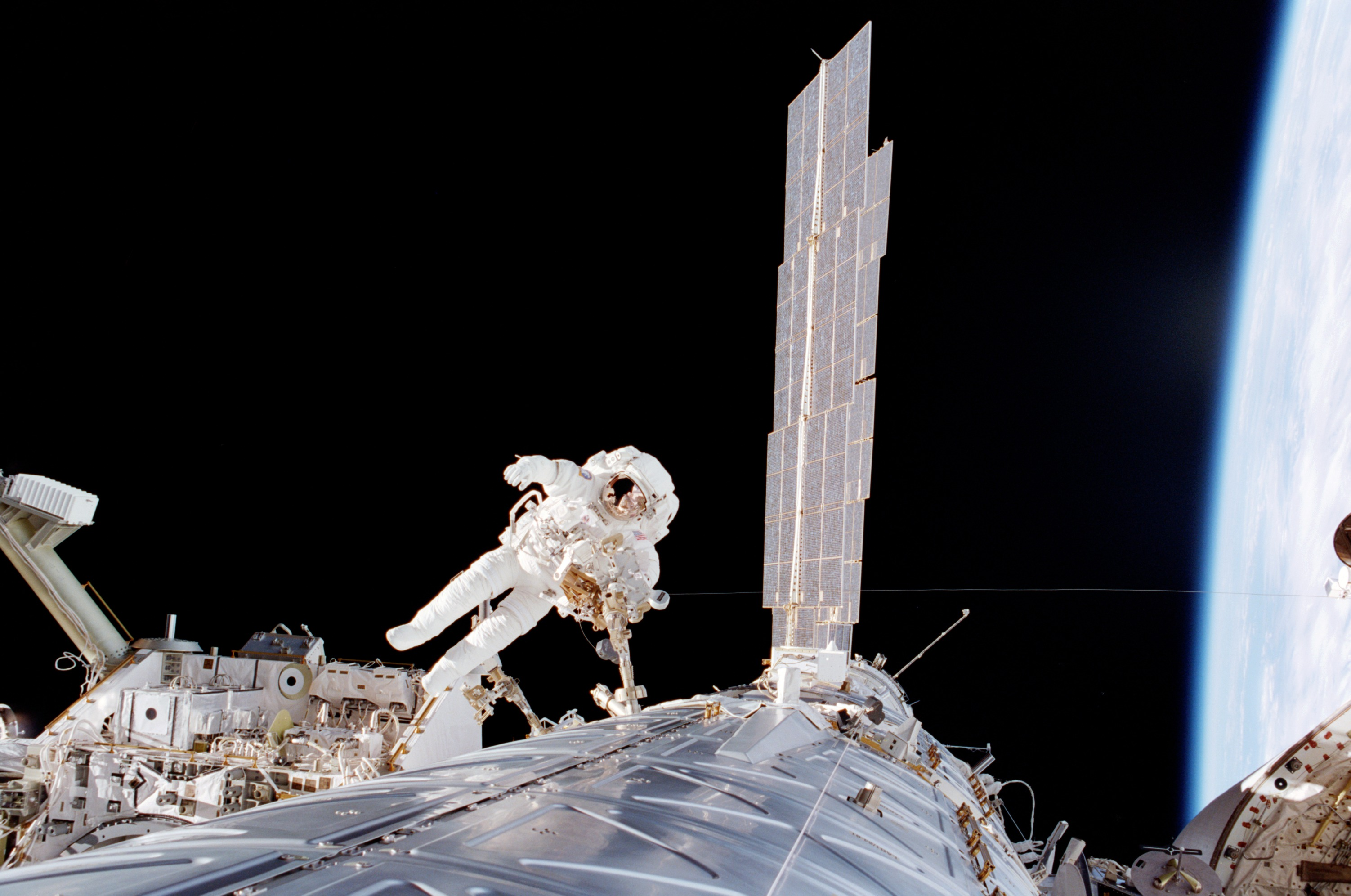
STS-98, Кербим в открытом космосе.

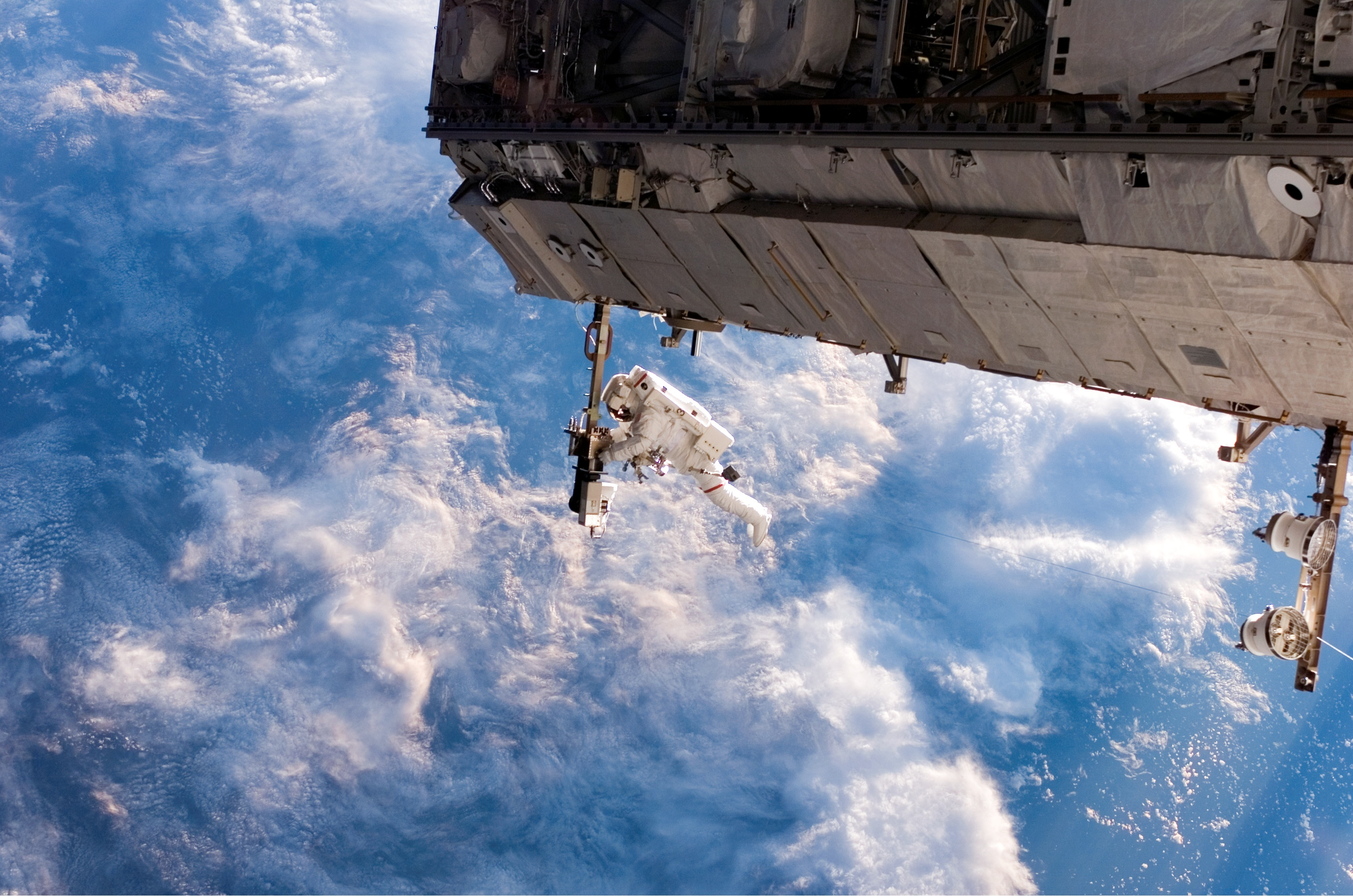
STS-116, Кербим в открытом космосе.

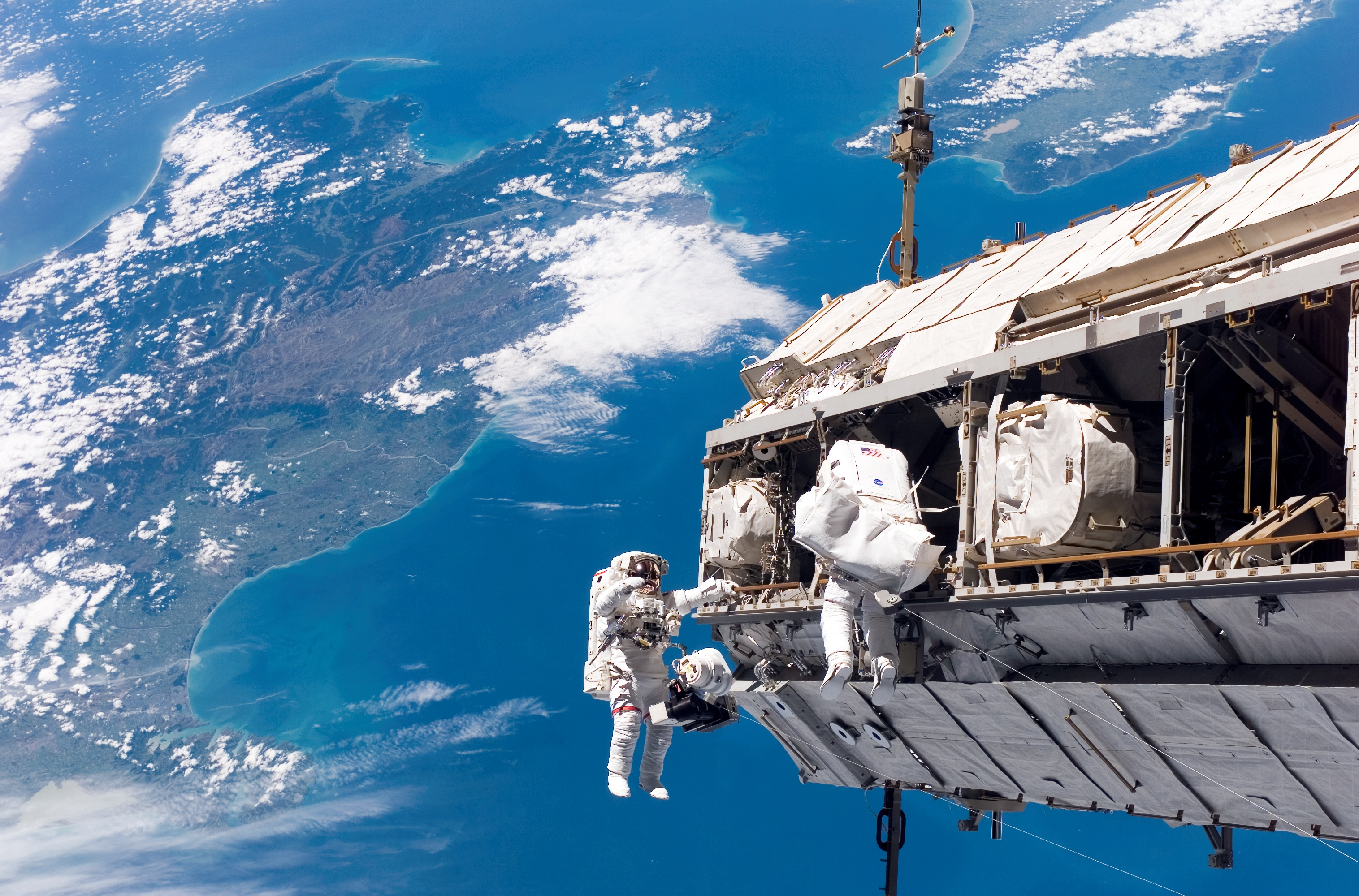
STS-116, Кербим (слева) в открытом космосе.

Роберт Кербим родился 5 марта 1962 года в городе Балтимор, штат Мэриленд, где в 1980 году окончил среднюю школу. В 1984 году получил степень бакалавра в области аэрокосмической техники в Военно-морской Академии США, в городе Аннаполис, штат Мэриленд. В 1990 году в Морской Школе получил степень магистра наук в области авиационной техники, а в 1991 году — степень магистра в области авиации и астронавтики.
Женат на Джули Даун Лейн, у них двое детей. Его увлечения: тяжёлая атлетика, езда на велосипеде, и семейные мероприятия.

## До НАСА
После окончания Военно-морской академии США, в 1984 году Кербим был направлен в военно-морскую Школу лётчиков. В 1986 году он был распределён в эскадрилью, которая базировалась на авианосце «Форрестол», побывал в походах в Средиземном и Карибском морях, а также в Северном Ледовитом и Индийском океанах. После завершения практики, в декабре 1991 года, он стал летать на истребителях, испытывал различные виды вооружений воздух-земля для самолётов F-14 Tomcat. В августе 1994 года он вернулся в США, в Военно-морскую Академию в качестве инструктора по оружию и инженерным системам самолётов.

## Подготовка к космическим полётам
В декабре 1994 года был зачислен в отряд НАСА в составе пятнадцатого набора, кандидатом в астронавты. С июня 1995 года стал проходить обучение по курсу Общекосмической подготовки (ОКП). По окончании курса, в мае 1996 года получил квалификацию «специалист полёта» и назначение в Офис астронавтов НАСА. Занимался отладкой компьютерного обеспечения, с 2001 года стал оператором связи с экипажами.

## Полёты в космос
- Первый полёт — STS-85[3], шаттл «Дискавери». C 7 по 19 августа 1997 года в качестве «специалиста полёта». В программу полёта входили: выведение на орбиту и возвращение спутника для исследований атмосферы Земли CRISTA-SPAS, отработка прототипа манипулятора для японского модуля МКС и другие эксперименты[4]. Продолжительность полёта составила 11 суток 20 часов 28 минут[5].

- Второй полёт — STS-98[6], шаттл «Атлантис». C 7 по 20 февраля 2001 года в качестве «специалиста полёта». Основной задачей являлась доставка на Международную космическую станцию (МКС) лабораторного модуля «Дестини»[7]. Во время полёта выполнил три выхода в открытый космос: 10 февраля 2001 года — продолжительностью 7 часов 34 минуты, обеспечение переноса и пристыковки Лабораторного модуля, стыковка разъёмов СЭП и СТР. 12 февраля — 6 часов 50 минут, обеспечение переноса и пристыковки герметичного стыковочного переходника PMA-2 (PMA-2 был перестыкован на передний порт нового модуля, а сам «Дестини» занял его место на переднем порту «Юнити». 14 февраля — 5 часов 25 минут, установка антенной сборки SASA, отработка эвакуации астронавта. Продолжительность полёта составила 12 суток 21 часов 21 минуты[8].

- Третий полёт — STS-116[9], шаттл «Дискавери». С 10 по 22 декабря 2006 года в качестве «специалиста полёта». Цель полёта: доставка и монтаж сегмента ферменной конструкции МКС P5, частичная замена долговременного экипажа МКС, доставка грузов на МКС в транспортном модуле «Спейсхэб». Три основных компонента полезной нагрузки шаттла составляли: сегмент ферменной конструкции Р5, одиночный модуль «Спейсхэб» и панель, на которой установлено экспериментальное оборудование. Сегмент Р5 будет служить промежуточным звеном между панелями солнечных батарей, что обеспечит переконфигурацию распределения электроэнергии и систем охлаждения. Кроме того шаттл доставил на орбиту три пико-спутника, которые были запущены после отстыковки шаттла от МКС. Эти три спутника имеют размер с чашку кофе. Успешная установка сегмента P5 является ключевым моментом для конфигурации системы электроснабжения МКС. Система электроснабжения состоит из генераторов энергии, накопления и хранения энергии, управления и распределения электроэнергии. Во время полёта выполнил четыре выхода в открытый космос: 12 декабря 2006 года — продолжительностью 6 часов 36 минут. Главной задачей выхода была установка сегмента ферменной конструкции Р5. Монтаж сегмента Р5 осуществлялся с помощью робота-манипулятора станции, которым управляла Джоан Хиггинботэм. Астронавты также заменили вышедшую из строя камеру на сегменте S1, и выполнили несколько небольших заданий, в том числе провели электрические соединения между сегментами Р4 и Р5 и проверили надёжность сборки. 14 декабря — 5 часов 1 минуту, астронавты занимались электромонтажными работами: прокладывали силовые кабели и подключали солнечные батареи к системе энергоснабжения МКС. 16 декабря — 6 часов 31 минуту, астронавты продолжали заниматься электромонтажными работами: прокладывали силовые кабели и подключали солнечные батареи к системе энергоснабжения МКС. В дополнение, астронавты пытались расшатать и свернуть заклинившую солнечную батарею сегмента Р6. Эти попытки удались им лишь частично. Удалось сложить ещё 4 секции батареи (в общей сложности, сложились 21 секции из 31). Вернуть батарею в полностью сложенное состояние не удалось. 18 декабря 2006 — 6 часов 28 минут, при предыдущих выходах и попытках свёртывания крыла 4B, оно заклинило. Было принято решение о дополнительном, четвёртом выходе в космос, чтобы устранить препятствия к свёртыванию солнечной батареи. 18 декабря эту задачу успешно выполнили Роберт Курбим и Кристер Фуглесанг. Продолжительность полёта составила 12 дней 20 часов 44 минуты[10].

Общая продолжительность внекорабельной деятельности (ВКД) за 7 выходов — 45 часов 34 минуты. Общая продолжительность полётов в космос — 37 дней 14 часов 34 минуты.

## После полётов
В октябре 2007 года Кербим был переведён на должность заместителя руководителя Управления лётных экипажей, в ноябре 2007 уволился из НАСА. По состоянию на 2017 год работает вице-президентом и заместителем руководителя отдела космических систем в Raytheon Co.

## Награды и премии
Награждён: Медаль «За космический полёт» (1997, 2001 и 2006) и многие другие.